# جشنواره ملی بهره‌وری
جشنواره ملی بهره‌وری جشنواره ای برای انتخاب و معرفی بهترین عملکردها در زمینه بهره‌وری است که با حمایت اتاق بازرگانی و صنایع و معادن ایران توسط گروه پارسیان هوشمند یگانه همه ساله درچندین مرحله مختلف برگزار می‌گردد. این جشنواره بر آن است تا از طریق برگزاری مسابقه بهره‌وری توجه تمامی بخش‌های اقتصادی کشور را به سمت موضوع بهره‌وری سوق دهد و از این مسیر اهداف برنامه‌های توسعه کشور را عملیاتی نماید. مرجع محاسبه شاخص‌های موردنیاز سامانه ملی اندازه‌گیری و تجزیه و تحلیل شاخصهای بهره‌وری می‌باشد. نخستین دوره جشنواره مزبور در سال ۱۳۸۸ با حضور وزیر بازرگانی وقت دکتر مسعود میرکاظمی و دکتر محمد نهاوندیان ریاست وقت اتاق بازرگانی ایران برگزار گردید.این جشنواره در اداره کل مالکیت معنوی به ثبت رسیده است. یکی از موسسان اصلی و دبیر این جشنواره از ابتدا فرشید شکرخدائی است.

## تاریخچه جشنواره
- اولین دورهٔ جشنواره ملی بهره‌وری در سال ۱۳۸۸ با حضور دکتر مسعود میرکاظمی وزیر بازرگانی، دکتر محمد نهاوندیان رئیس کل اتاق بازرگانی کشور و مدیران صنایع مختلف، موسسات مالی و اعتباری، شرکت‌های خدماتی و تولیدی در محل اتاق بازرگانی برگزار شد. در اختتامیه این جشنواره پس از محاسبهٔ شاخص‌های شرکت‌های موجود در بخش صنعت و معدن از سازمان‌هایی که بهترین وپایدارترین وضعیت بهره‌وری را طی سال‌های ۸۲ الی ۸۶ داشته‌اند تقدیر به عمل آمد.[۲]
- در دومین دوره جشنواره که در مرکز همایش‌های بین‌المللی صداوسیما با حضور دکتر دانش جعفری وزیر اقتصاد برگزار شد، سامانه ملی اندازه‌گیری و تجزیه و تحلیل شاخص‌های بهره‌وری به صورت رسمی افتتاح گردید. همچنین سازمان‌های دارای بهترین و پایدارترین وضعیت بهره‌وری طی سال‌های ۸۴ الی ۸۸ از طریق سامانه داوری جشنواره معرفی و مورد تقدیر واقع شدند.[۳]
- سومین دوره جشنواره با حضور مقامات اتاق بازرگانی و صاحبان صنایع در سالن همایش‌های برج میلاد با رونمایی از تندیس ملی بهره‌وری آغاز و با معرفی ۷ شرکت برتر که تندیس ملی بهره‌وری را دریافت کردند، به پایان رسید.[۴]
- چهارمین دوره جشنواره ملی بهره‌وری در سال ۹۲ با حضور دکتر محمد نهاوندیان رئیس اتاق بازرگانی و صنایع و معادن و کشاورزی ایران در محل مرکز همایش‌های بین‌المللی صدا و سیما برگزار شد. از مجموع ۳۱۴ بنگاه اقتصادی، ۶۲ شرکت به عنوان شرکت‌های برتر برگزیده شدند.[۵]
- تندیس ملی بهره‌وری پنجمین دوره جشنواره ملی بهره‌وری به بالاترین امتیازها در سی و یکم اردیبهشت ماه ۹۳ در مراسمی با حضور مهندس محمدرضا نعمت‌زاده وزیر صنعت، معدن و تجارت، دکتر اسکندر زند معاون وزیر جهاد کشاورزی، و جمعی از نمایندگان بخش خصوصی و دولتی و صاحبان شرکت‌ها و سازمان‌های موفق در زمینه بهره‌وری توسط وزیر محترم صنعت، معدن وتجارت به بنگاه‌های اقتصادی برتر اهدا گردید.[۶]
- ششمین جشنواره ملی بهره‌وری دوم خردادماه ۹۴ با حضور مقامات وزارت صنعت معدن و تجارت، رئیس اتاق بازرگانی صنایع و معادن و کشاورزی ایران، معاون وزیر جهاد کشاورزی و ریاست سازمان تحقیقات، آموزش و ترویج کشاورزی، معاون وزیر بهداشت و رئیس سازمان غذا و دارو، روسای کمیسیون‌های مجلس شورای اسلامی، رئیس سازمان بهره‌وری انرژی ایران، مدیرعامل شرکت بهینه‌سازی مصرف سوخت، دبیرکل خانه کشاورز و همچنین بیش از ۳۰۰ نفر از صاحبان بنگاه‌های اقتصادی برتر کشور، برگزار شد.[۷]
- اول خرداد ۹۵، اختتامیه هفتمین جشنواره ملی بهره‌وری با حضور پدرام سلطانی، نائب رئیس اتاق ایران، ابوالفضل روغنی رئیس کمیسیون صنایع اتاق ایران، پروانه مافی، منتخب مردم برای مجلس دهم و سایر اعضای اتاق بازرگانی ایران در محل اتاق ایران برگزار گردید. در این مراسم از ۱۱ برگزیده هفتمین جشنواره ملی بهره‌وری با اعطای لوح تقدیر به عمل آمد. همچنین از بین ۸۱ شرکت حاضر، دو شرکت هم به عنوان بهترین محل برای کار کردن، انتخاب شدند که شرکت بیمه پارسیان پس از بررسی شاخص‌های مالی؛ اقتصادی؛ بهره‌وری ۵۰۰۰ بنگاه اقتصادی که در قالب گروه‌های مختلف بررسی و طبقه‌بندی شدند در مجموع بهره‌وری و سودآوری در صنعت بیمه؛ بیشترین امتیاز را بیمه پارسیان کسب کرد و در بخش سودآورترین شرکت‌ها نیز پس از داوری‌های تخصصی و ارزیابی مستندات لوح تقدیر سودآورترین شرکت بیمه به بیمه پارسیان تعلق گرفت. رشد پایدار و سودآوری مداوم بهره‌وری و شاخص‌های مختلف فروش و حاشیه سود از شاخص‌های مهم انتخاب شرکت‌ها بود[۸]
- هشتمین دوره جشنواره ملی بهره وری بدون اعطای تندیس ملی بهره وری خاتمه یافت. برای سومین سال پیاپی در هشت دوره برگزاری این جشنواره، هیچ شرکتی موفق به دریافت تندیس ملی بهره وری نشد.[۹]در این دوره، از مجموع 38 گروه اقتصادی مورد بررسی،303 بنگاه اقتصادی به عنوان شرکت‌های نامزد و از میان آن‌ها، 60 بنگاه به عنوان شرکت‌های برتر برگزیده شدند و لوح تقدیر هشتمین دوره جشنواره به آن‌ها اهدا گردید. لازم به ذکر است در بین 38 گروه مورد بررسی به دلیل اینکه شاخص‌های سودآوری 9 گروه با کاهش همراه بوده‌است، لذا با تصویب کمیته علمی در این گروه‌ها، شرکت برتر در بخش سودآوری معرفی نشد.
- یک خرداد ماه و همزمان با روز ملی بهره وری، آیین بزرگداشت روز ملی بهره وری و نهمین جشنواره ملی بهره وری در محل اتاق بازرگانی، صنایع و معادن و کشاورزی ایران برگزار شد و از مجموعه‌های برگزیده در سه مسابقه ملی تجربه‌های موفق، بهره‌وری و برترین توان اجرا تجلیل، و به هلدینگ توسعه معادن روی ایران، تندیس جشنواره اعطا شد. همچنین، در مسابقه ملی بهترین محل برای کار، شرکت آریا رسانه تدبیر- گروه شرکت‌های شاتل و تعاونی اعتبار کارکنان گروه صنعتی ایران‌خودرو، تقدیرنامه دریافت کردند. صنایع بهداشتی ساینا و هلدینگ توسعه معادن روی ایران هم موفق به دریافت سپاس‌نامه شدند. در مسابقه ملی برترین توان اجرا، شرکت پارس و هلدینگ توسعه معادن روی ایران، سپاس‌نامه دریافت کردند و در مسابقه ملی تجربه‌های موفق، بانک کشاورزی، بانک انصار، شرکت ذوب و روی بافق، شرکت مهندسی و ساخت ژنراتور مپنا، شرکت امدادخودرو، شرکت نفت پارس، شرکت ملی سرب و روی ایران، شرکت تجارت الکترونیک پارسیان، گروه خودروسازی سایپا، شرکت معدنی و صنعتی گل گهر، صنایع بهداشتی ساینا و شرکت کالسیمین، موفق به دریافت تقدیرنامه جشنواره ملی بهره‌وری شدند. [۱۰]

## مراحل جشنواره
- مسابقه ملی بهینه کاوی
- مسابقه ملی بهره‌وری
- مسابقه ملی تجربه‌های موفق
- مسابقه ملی بهترین محل برای کار
- مسابقه ملی برترین توان اجرا